# 辛巴威儲備銀行
津巴布韦储备银行（简称：RBZ）是津巴布韦的中央銀行，创立于1956年3月，其总部设于津巴布韦首都哈拉雷。

## 歷史
津巴布韦储备银行的前身为于1956年3月成立的罗得西亚-尼亚萨兰联邦银行（Bank of Rhodesia and Nyasaland）。后来尽管津巴布韦从殖民地到独立的过程中经历了一些列的主权和政府结构的变化，但储备银行的业务与员工仍保持持续增长的态势。
1993年津巴布韦储备银行总部大楼开始建造，设计为离地394英尺共28层，原定于1997年竣工，后由总统羅伯·穆加貝（Robert Mugabe）于1996年5月31日揭幕开张。

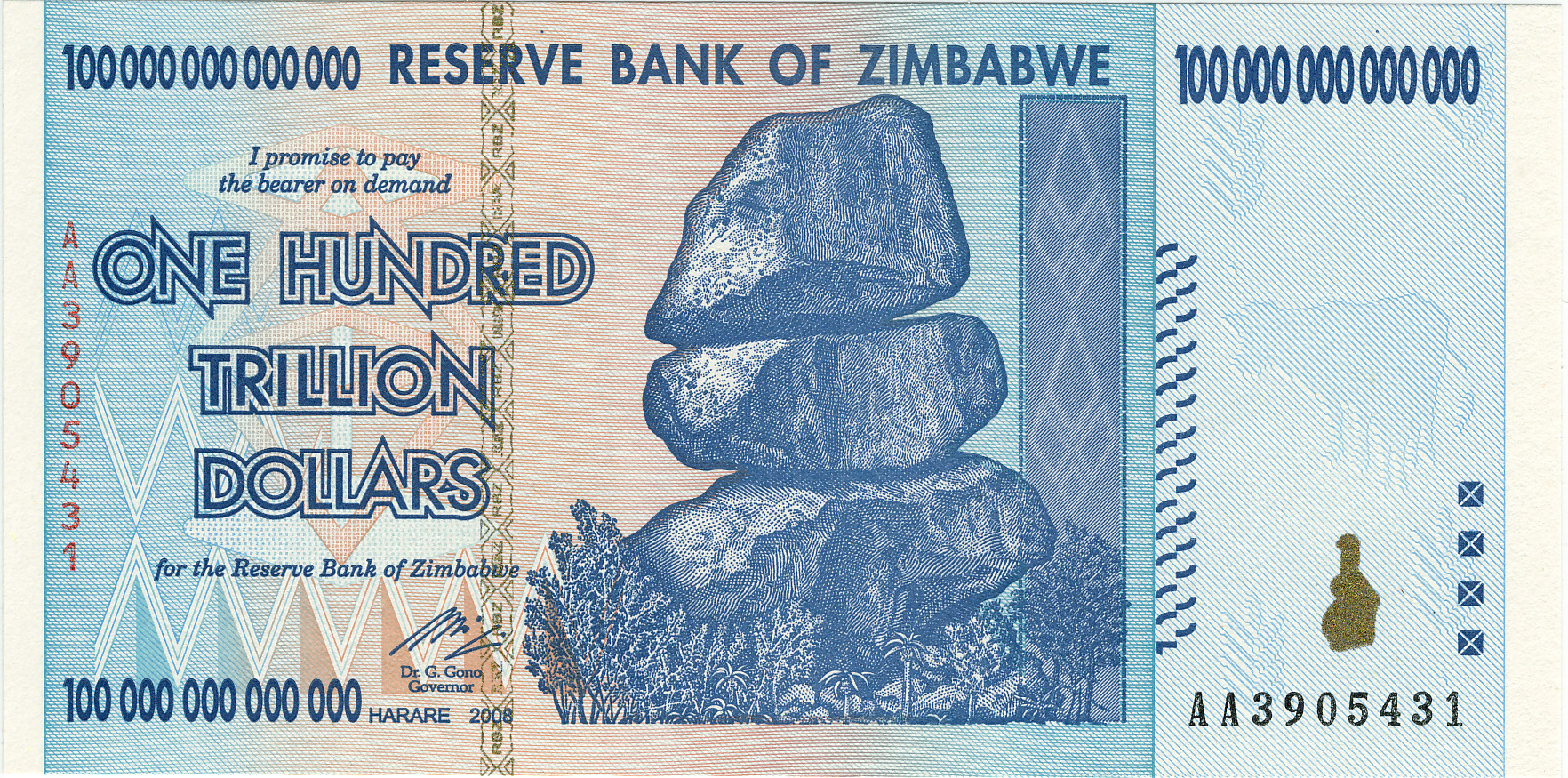
津巴布韦储备银行于2009年1月发行的100兆面值新津元纸币

到了2000年国家政府开始进行土地改革，造成境内大量白人农民出走，国内经济陷入混乱。而后到了2002年由于国家长期积欠外债，政府又无法落实经济上的稳定措施，使得国际货币基金组织暂停了对津巴布韦的经济援助，而政府则以大量印制新钞来填补财政上的赤字作为回应，却导致严重的通货膨胀与币值急贬。到了2007年11月份津巴布韦官方公布的通胀率高达26,000%，而后在2008年2月，通货膨胀率达165,000%；在2008年6月，通货膨胀率达200,000%，津巴布韦储备银行于2008年7月发行面值100亿元的津巴布韋紙幣；同年8月，政府从货币上划掉了10个零，发布新币，宣布100亿津巴布韦元相当于1新津巴布韦元。然而通货膨胀情况持续恶化，不久后2009年1月16日储备银行又发行了100兆面值新津元。
迫于无奈，政府于2009年4月12日宣布鉴于已无力维持津巴布韋元的货币价值，将停用本国货币一年，改以美元与南非兰特作为合法货币，后又接纳了博茨瓦纳普拉、英镑和欧元。而又于2014年2月，储备银行行长宣布将接受人民币、印度卢比、日元、澳元四國貨幣作为国内法定通用貨幣。
2015年6月中旬，储备银行行长曼古蒂亚发布公告宣布将取消津巴布韋元的法定貨幣地位。并允许全国民众于2015年6月15日至9月30日期间免手续费兑换仍存的津元，具体兑换分为银行账户津元余额兑换和津元现金兑换两种类型。属于銀行賬戶余额存款0津元至17.5京津元者，可換得5美元；这5美元系作为对国内2009年之后不再流通津元而流通多种外国货币的补偿。至於銀行餘額达17.5京津元以上人士，將以每3.5京津元兌1美元比率兌換貨幣。2009年币值调整后的新币存款的按照3.5万新津元兑1美元汇率兑换。此外对于津元现金持有者，可于限期内在商业银行、建房互助协会以及邮局兑换手中仍存的津巴布韋元2008年版旧津元纸币按照250兆津元兑1美元汇率兑换，2009年版新津元纸币按照250津元兑1美元汇率兑换。兑换后总额50美元及以下的个人兑换者，领取现金；50美元以上的以及公司客户，存入其银行账户。而据报道国内部分民众愤怒抨击央行此举为“滥用银行系统权力”。

## 组织结构
1964年颁布的《津巴布韦储备银行法案》（Reserve Bank of Zimbabwe Act of 1964）中规定了银行董事会和行长的权力分工，董事会以行长为当然主席，其工作由两名作为当然董事的副行长进行协助，董事会除行长外可以设有最多七名董事，董事同样都由总统任命。
储备银行行长与副行长都由总统任命，每任任期五年并可连任。

## 注解
1. ↑  津巴布韦元共发行四系列，第一系列代码为ZWD, 第二系列代码为ZWN, 第三系列代码为ZWR, 第四系列代码为ZWL，但津巴布韦元已于2015年废除，因此以上代码已全部作废。
2. ↑   註:

## 外部連結
- 津巴布韦储备银行的官方网站
- 中华人民共和国驻津巴布韦共和国大使馆经济商务参赞处的官方网站  （页面存档备份，存于）